# Erik Grevelius
Erik Grevelius (* 24. Juni 2000) ist ein schwedischer Tennisspieler.

## Karriere
Grevelius spielte von 2015 bis 2018 auf der ITF Junior Tour und gewann dort insgesamt acht Titel im Doppel. Sein größter Erfolg war der Sieg beim J1 Sarawak, einem Turnier der zweithöchsten Kategorie. In der Junioren-Rangliste erreichte er mit Platz 92 seine höchste Platzierung.
In Schweden konnte Grevelius bei den nationalen Meisterschaften insgesamt zwölf Titel erringen, davon drei im Einzel, sieben im Doppel und zwei im Team.
2019 begann er ein Studium der Volkswirtschaftslehre an der University of Georgia, bevor er 2022 an die University of South Florida wechselte. Während seines Studiums war er auch im College Tennis aktiv.
Sein erstes Profiturnier bestritt Grevelius 2018. Es dauerte jedoch bis 2023, bis er seine ersten Punkte für die Tennisweltrangliste sammeln konnte. Im Doppel gewann er 2023 seinen ersten Titel auf der ITF Future Tour und stieg damit unter die Top 1000 der Weltrangliste auf. 2024 folgten sechs weitere Future-Titel im Doppel, die er zusammen mit Adam Heinonen erspielte. Diese Erfolge brachten ihm Rang 341 ein.
Dank einer Wildcard trat Grevelius 2024 erstmals im Hauptfeld der ATP Tour an. Beim Turnier in Stockholm spielte er zusammen mit seinem Landsmann Filip Bergevi. Das schwedische Duo unterlag in der ersten Runde den Indern Jeevan Nedunchezhiyan und N. Vijay Sundar Prashanth.

## Erfolge
| Legende (Anzahl der Siege) |
| Grand Slam                 |
| ATP Finals                 |
| ATP Tour Masters 1000      |
| ATP Tour 500               |
| ATP Tour 250               |
| ATP Challenger Tour (1)    |

### Doppel

#### Turniersiege
| Nr. | Datum          | Turnier | Belag | Partner       | Finalgegner                    | Ergebnis  |
| --- | -------------- | ------- | ----- | ------------- | ------------------------------ | --------- |
| 1.  | 25. April 2025 | Rom     | Sand  | Adam Heinonen | Marco Bortolotti Giorgio Ricca | 7:62, 7:5 |